# 카노사

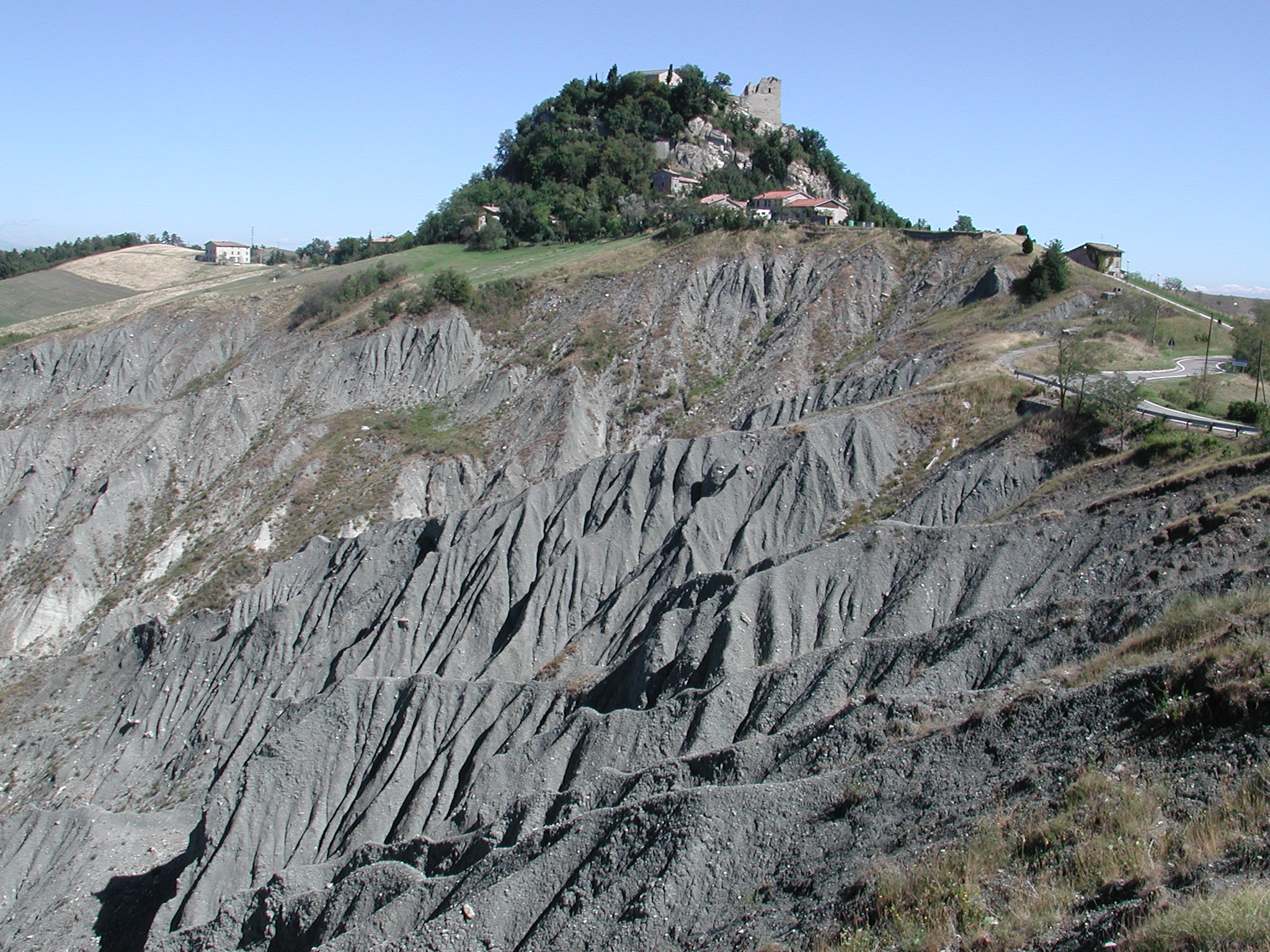
카노사 성의 폐허(윗부분)

카노사(Canossa)는 인구 3,376명의 이탈리아 북부 에밀리아로마냐주 레조넬에밀리아도의 도시이다.
이 이름은 지역의 중심부 샤노 덴자(Ciano d'Enza)가 아닌, 여백작 마틸다의 성이 있는 장소로부터 왔다. 이탈리아 남부의 카노사(Canosa)와는 다른 곳이다
1077년 신성 로마 제국의 황제 하인리히 4세가 파문을 철회해줄 것을 요청하며
3일간 눈밭에서 교황 그레고리오 7세에게 참회한 장소로도 유명하다.(카노사의 굴욕)

## 건립
카노사성은 루카의 지그프리트(Sigifred of Lucca)의 아들 아달베르토 아토(Adalberto Atto)에 의해 10세기 중반 이전에 지어졌다.

## 파괴
1256년 레지오로부터 침공한 침입자들에 의해 파괴되었다.

## 기타
성 막달라 카노사는 19세기 초의 이탈리아 성인으로, 애덕 자매회(Daughters of Charity)를 설립하고 여러 지방에 학교를 세웠다.

## 같이 보기
- 마틸다 카노사
- 카노사의 굴욕
- 카노사 성